# Список чемпіонів Білорусі з легкої атлетики
Цей список включає чемпіонів Білорусі з легкої атлетики у дисциплінах просто неба за всі роки проведення чемпіонатів Білорусі з легкої атлетики, починаючи з 1992.

## Чоловіки

### 100 метрів
- 1992: Сергій Корнелюк
- 1993: Леонід Софронников
- 1994:  Олександр Шличков
- 1995: Сергій Корнелюк
- 1996: Сергій Корнелюк
- 1997: Сергій Корнелюк
- 1998: Леонід Софронников
- 1999: Олександр Слюньков
- 2000: Юрій Ридевський
- 2001: Олександр Слюньков
- 2002: В'ячеслав Алієв
- 2003: Юрій Багатка
- 2004: Дмитро Голуб
- 2005: Максим Піскунов
- 2006: Максим Піскунов
- 2007: Дмитро Голуб
- 2008: Іван Димар
- 2009: Іван Димар
- 2010: Олександр Лінник
- 2011: Олександр Лінник
- 2012: Олександр Лінник
- 2013: Олексій Чигоревський
- 2014: Ілля Сиротюк
- 2015: Ілля Сиротюк
- 2016: Денис Кононов
- 2017: Денис Близнець
- 2018: Станіслав Дорогокупець
- 2019: Станіслав Дорогокупець
- 2020: Юрій Заболотний
- 2021: Денис Близнець
- 2022: Максим Богдан
- 2023: Денис Близнець
- 2024: Нікіта Жигар
- 2025: Максим Граборенко

### 200 метрів
- 1992: Сергій Корнелюк
- 1993: Леонід Софронников
- 1994: Леонід Софронников
- 1995: Сергій Корнелюк
- 1996: Леонід Софронников
- 1997:  Андрій Гавриленко
- 1998: Дмитро Котенков
- 1999: Олександр Слюньков
- 2000: Дмитро Котенков
- 2001: Олександр Слюньков
- 2002: Віталій Чечетко
- 2003: Максим Піскунов
- 2004: Максим Сидоренко
- 2005: Максим Піскунов
- 2006: Максим Піскунов
- 2007: Максим Піскунов
- 2008: Олександр Корзун
- 2009: Олександр Лінник
- 2010: Олександр Лінник
- 2011: Юрій Мельников
- 2012: Олександр Лінник
- 2013: Олександр Лінник
- 2014: Олександр Лінник
- 2015: Ілля Сиротюк
- 2016: Єгор Попов
- 2017: Єгор Попов
- 2018: Станіслав Дорогокупець
- 2019: Станіслав Дорогокупець
- 2020: Сергій Пустобаєв
- 2021: Юрій Заболотний
- 2022: Максим Богдан
- 2023: Олександр Власюк
- 2024: Нікіта Жигар
- 2025: Нікіта Жигар

### 400 метрів
- 1992: Сергій Молчан
- 1993: Сергій Молчан
- 1994: Сергій Молчан
- 1995: Олександр Титов
- 1996: Дмитро Котенков
- 1997: Дмитро Нестеренко
- 1998: Сергій Козлов
- 1999: Андрій Кудрявцев
- 2000: Сергій Козлов
- 2001: Сергій Козлов
- 2002: Максим Сидоренко
- 2003: Сергій Козлов
- 2004: Сергій Козлов
- 2005: Сергій Козлов
- 2006: Сергій Козлов
- 2007: Дмитро Полуян
- 2008: Сергій Козлов
- 2009: Дмитро Полуян
- 2010: Дмитро Полуян
- 2011: Дмитро Полуян
- 2012: Дмитро Полуян
- 2013: Олександр Красовський
- 2014: Олександр Красовський
- 2015: Олександр Красовський
- 2016: Олександр Красовський
- 2017: Максим Граборенко
- 2018:  Алі Хадівар
- 2019: Олексій Лазарєв
- 2020: Олександр Василевський
- 2021: Олександр Василевський
- 2022: Марк Патей
- 2023: Михайло Міхновський
- 2024: Роман Володькін
- 2025: Роман Володькін

### 800 метрів
- 1992: Андрій Шиманський
- 1993: Іван Комар
- 1994: Іван Комар
- 1995: Анатолій Бутковський
- 1996:  Борис Кавешников
- 1997: Сергій Яковлєв
- 1998: Іван Комар
- 1999: Олександр Трутько
- 2000: Павло Перепягін
- 2001: Олександр Трутько
- 2002: Павло Перепягін
- 2003: Марк Романчук
- 2004: Олександр Трутько
- 2005: Олександр Трутько
- 2006:  Віталій Козлов
- 2007: Сергій Пешко
- 2008: Ігор Качуро
- 2009: Аніс Ананенко
- 2010: Аніс Ананенко
- 2011: Аніс Ананенко
- 2012:  Ігор Давидов
- 2013: Максим Ющенко
- 2014:  Амір Мораді
- 2015: Петро Ходасевич
- 2016: Ян Слома
- 2017: Ян Слома
- 2018:  Амір Мораді
- 2019: Ян Слома
- 2020: Ілля Карнаухов
- 2021: Ян Слома
- 2022: Ілля Карнаухов
- 2023: Ян Слома
- 2024: Дмитро Савін
- 2025: В'ячеслав Скудний

### 1500 метрів
- 1992: Вадим Поляков
- 1993: Андрій Горбацевич
- 1994: Іван Комар
- 1995: Азат Ракіпов
- 1996: Володимир Духнович
- 1997: Василь Санько
- 1998: Володимир Духнович
- 1999: Володимир Духнович
- 2000: Азат Ракіпов
- 2001: Марк Романчук
- 2002: Андрій Дегтярьов
- 2003: Олександр Донченко
- 2004: Олександр Бусель
- 2005: Марк Романчук
- 2006: Андрій Коротько
- 2007: Андрій Коротько
- 2008: Сергій Чеберяк
- 2009: Дмитро Граматовський
- 2010: Марк Романчук
- 2011: Сергій Чеберяк
- 2012:  Олександр Борисюк
- 2013: Сергій Платонов
- 2014: Сергій Платонов
- 2015: Артем Логіш
- 2016: Максим Ющенко
- 2017: Артем Логіш
- 2018: Сергій Платонов
- 2019: Артем Логіш
- 2020: Ілля Карнаухов
- 2021: Ілля Карнаухов
- 2022: Ілля Карнаухов
- 2023: Ілля Карнаухов
- 2024: В'ячеслав Скудний
- 2025: Ілля Карнаухов

### 5000 метрів
- 1992: І. Мазепа
- 1993: Олег Савельєв
- 1994: Олексій Тарасюк
- 1995:  Олексій Скутару
- 1996: Сергій Дубина
- 1997: Володимир Тямчик
- 1998: Сергій Дубина
- 1999: Сергій Дубина
- 2000: Азат Ракіпов
- 2001: Дмитро Добовський
- 2002: Юрій Бальцевич
- 2003: Ігор Тетерюков
- 2004: Ігор Тетерюков
- 2005: Олександр Донченко
- 2006: Андрій Гордєєв
- 2007: Геннадій Верховодкін
- 2008: Сергій Чеберяк
- 2009: Ігор Тетерюков
- 2010: Сергій Чеберяк
- 2011: Максим Панкратов
- 2012: Сергій Чеберяк
- 2013: Сергій Платонов
- 2014: Геннадій Верховодкін
- 2015: Артем Логіш
- 2016: Сергій Платонов
- 2017: Артем Логіш
- 2018: Сергій Платонов
- 2019: Артем Логіш
- 2020: В'ячеслав Скудний
- 2021: В'ячеслав Скудний
- 2022: В'ячеслав Скудний
- 2023: Ілля Карнаухов
- 2024: Павло Небит
- 2025: Дмитро Іваненко

### 10000 метрів
- 1992: Олег Савельєв
- 1993: Юрій Брандес
- 1994: Азат Ракіпов
- 1995: Володимир Тончинський
- 1996: Зорислав Гапеєнко
- 1997: Григорій Ніколаєня
- 1998: Зорислав Гапеєнко
- 1999: Володимир Тямчик
- 2000: Володимир Тямчик
- 2001: Зорислав Гапеєнко
- 2002: Дмитро Барановський
- 2003: Віктор Ломоносов
- 2004: Ігор Тетерюков
- 2005: Руслан Садовський
- 2006: Ігор Тетерюков
- 2007: Ігор Тетерюков
- 2008: Степан Роговцов
- 2009: Максим Панкратов
- 2010: Ігор Тетерюков
- 2011: Степан Роговцов
- 2012: Максим Панкратов
- 2013: Степан Роговцов
- 2014: Ілля Славенський
- 2015: Ілля Славенський
- 2016: Владислав Прямов
- 2017: Владислав Прямов
- 2018: Степан Роговцов
- 2019: Сергій Кравченя
- 2020: Сергій Кравченя
- 2021: Сергій Кравченя
- 2022: Сергій Кравченя
- 2023: Сергій Кравченя
- 2024: Владислав Прямов
- 2025: Владислав Прямов

### 110 метрів з бар'єрами
- 1992: Дмитро Середа
- 1993: Сергій Усов
- 1994: Михайло Рябухін
- 1995:  Александру Еніко
- 1996: Ігор Борисов
- 1997: Ігор Борисов
- 1998: Ігор Борисов
- 1999: Сергій Ходанович
- 2000: Володимир Костючик
- 2001: Дмитро Середа
- 2002: Сергій Ходанович
- 2003: Максим Линша
- 2004: Андрій Шалонько
- 2005: Максим Линша
- 2006: Максим Линша
- 2007: Максим Линша
- 2008: Максим Линша
- 2009: Максим Линша
- 2010: Максим Линша
- 2011: Максим Линша
- 2012: Олександр Корзун
- 2013: Олександр Лінник
- 2014: Максим Линша
- 2015: Максим Линша
- 2016: Максим Линша
- 2017: Віталій Парахонько
- 2018: Віталій Парахонько
- 2019: Віталій Парахонько
- 2020: Віталій Парахонько
- 2021: Віталій Парахонько
- 2022: Віталій Парахонько
- 2023: Віталій Парахонько
- 2024: Максим Андралойть
- 2025: Віталій Парахонько

### 400 метрів з бар'єрами
- 1992: Валерій Даукша
- 1993: Ігор Курочкін
- 1994: Олексій Фурса
- 1995: Ігор Курочкін
- 1996: Ігор Лісіцин
- 1997: Леонід Вершинін
- 1998: Леонід Вершинін
- 1999: Леонід Вершинін
- 2000: Леонід Вершинін
- 2001: Леонід Вершинін
- 2002: Євген Міхейко
- 2003: Леонід Вершинін
- 2004: Леонід Вершинін
- 2005: Леонід Вершинін
- 2006: Леонід Вершинін
- 2007: Андрій Козловський
- 2008: Андрій Козловський
- 2009: Леонід Вершинін
- 2010:  Сільвестрас Гуогіс
- 2011: Сергій Сєрков
- 2012: Нікіта Яковлєв
- 2013: Нікіта Яковлєв
- 2014: Сергій Сєрков
- 2015: Нікіта Яковлєв
- 2016: Михайло Романов
- 2017: Олександр Шабан
- 2018:  Реза Малекпур
- 2019: Сергій Сєрков
- 2020: Єгор Ховратович
- 2021: Кирило Борис
- 2022: Єгор Ховратович
- 2023: Володимир Жадько
- 2024: Ілля Ковальов
- 2025:  Федір Іванов

### 3000 метрів з перешкодами
- 1992: Василь Омелюсик
- 1993: Олексій Тарасюк
- 1994: Василь Омелюсик
- 1995: Олексій Тарасюк
- 1996: Василь Омелюсик
- 1997: Олександр Лабученко
- 1998: Ігор Жаворонок
- 1999: Ігор Жаворонок
- 2000: Ігор Жаворонок
- 2001: Ігор Жаворонок
- 2002: Ігор Жаворонок
- 2003: Валерій Лаптюхов
- 2004: Павло Драниця
- 2005: Віталій Піскун
- 2006: Сергій Бердник
- 2007: Сергій Бердник
- 2008: Сергій Бердник
- 2009: Ілля Славенський
- 2010: Ілля Славенський
- 2011: Сергій Литовчик
- 2012: Ілля Славенський
- 2013: Олександр Терещенков
- 2014: Олександр Терещенков
- 2015: Сергій Литовчик
- 2016: Сергій Литовчик
- 2017: Сергій Литовчик
- 2018:  Госейн Кейхані
- 2019: Дмитро Іваненко
- 2020: В'ячеслав Скудний
- 2021: В'ячеслав Скудний
- 2022: Дмитро Іваненко
- 2023: Дмитро Іваненко
- 2024: Дмитро Іваненко
- 2025: Дмитро Іваненко

### 4×100 метрів
- 1992: [[|]]
- 1993: [[|]]
- 1994: [[|]]
- 1995: [[|]]
- 1996: Гродненська обл.
- 1997: Берестейська обл.
- 1998: [[|]]
- 1999: [[|]]
- 2000: Берестейська обл.
(Юрій Богатко, Сергій Ходанович, Сергій Лобко, Олександр Невдах)
- 2001: [[|]]
- 2002: ???
- 2003: ???
- 2004: [[|]]
- 2005: [[|]]
- 2006: [[|]]
- 2007: Мінськ
(Юрій Макаренко, Ігор Холяков, Олександр Ситий, Вадим Кошалевич)
- 2008: Могильовська обл.
(Юрій Богданович, Роман Миронов, Олександр Потієнко, Леонід Меженов)
- 2009: ???
- 2010: Берестейська обл.
(Віктор Рябов, Олексій Власюк, Ігор Лещенко, Іван Димар)
- 2011: Берестейська обл.
(Дмитро Жук, Віктор Рябов, Сергій Старинський, Ігор Лещенко)
- 2012: Гомельська обл.
(Денис Близнець, Сергій Кресса, Іван Трофимович, Станіслав Круглик)
- 2013: Гомельська обл.
(Денис Близнець, Сергій Кресса, Іван Трофимович, Олексій Чигоревський)
- 2014: Гомельська обл.
(Сергій Ломанов, Денис Близнець, Сергій Кресса, Олексій Чигоревський)
- 2015: Мінськ
(Артем Шпак, Станіслав Дорогокупець, Артем Равков, Павло Грицкевич)
- 2016: Мінськ
(Денис Казаков, Станіслав Дорогокупець, Артем Равков, Віктор Рябов)
- 2017: Мінська обл.
(Артем Асомчик, Іван Ходатович, Артем Поляк, Нікіта Карпович)
- 2018: Гродненська обл.
(Ігор Зубко, Сергій Пустобаєв, Юрій Єремич, Олександр Лінник)
- 2019: Мінськ
(Нікіта Піддубний, Віктор Рябов, Станіслав Дорогокупець, Нікіта Міхейко)
- 2020:  Білорусь
(Денис Близнець, Максим Богдан, Максим Граборенко, Юрій Заболотний)
- 2021:  Білорусь
(Денис Близнець, Юрій Заболотний, Станіслав Дорогокупець, Максим Граборенко)
- 2022: Гомельська обл.
(Денис Близнець, Юрій Заболотний, Олександр Вазовик, Рінат Шугай)
- 2023:  Білорусь
(Денис Близнець, Юрій Заболотний, Нікіта Жигар, Данило Глузд)
- 2024: Берестейська обл.
(Кирило Савчук, Олександр Власюк, Максим Граборенко, Юрій Заболотний)
- 2025: Берестейська обл.
(Максим Граборенко, Олександр Власюк, Нікіта Жигар, Станіслав Виничук)

### 4×400 метрів
- 1992: [[|]]
- 1993: [[|]]
- 1994: [[|]]
- 1995: [[|]]
- 1996: Могильовська обл.
- 1997: Гомельська обл.
- 1998: [[|]]
- 1999: [[|]]
- 2000: Вітебська обл.
(Антон Мацко, Олександр Гаєвський, Сергій Козлов, Леонід Вершинін)
- 2001: [[|]]
- 2002: ???
- 2003: ???
- 2004: [[|]]
- 2005: [[|]]
- 2006: [[|]]
- 2007: Вітебська обл.
(Андрій Сириця, Андрій Козловський, Леонід Вершинін, Дмитро Полуян)
- 2008: Вітебська обл.
(Нікіта Яковлєв, Сергій Козлов, Андрій Сириця, Андрій Козловський)
- 2009: ???
- 2010: Могильовська обл.
(Сергій Сєрков, Аніс Ананенко, Сергій Траулько, Вадим Кебець)
- 2011: Вітебська обл.
(Дмитро Полуян, Андрій Сириця, Валентин Рогатнєв, Нікіта Яковлєв)
- 2012: Гродненська обл.
(Нікіта Яковлєв, Андрій Сириця, Валентин Рогатнєв, Дмитро Полуян)
- 2013: Вітебська обл.
(Олександр Корзун, Максим Липовка, Олександр Красовський, Олександр Лінник)
- 2014: Гродненська обл.
(Сергій Пустобаєв, Михайло Романов, Валентин Рогатнєв, Нікіта Яковлєв)
- 2015: Гродненська обл.
(Сергій Пустобаєв, Михайло Романов, Ян Слома, Нікіта Яковлєв)
- 2016: Гродненська обл.
(Сергій Пустобаєв, Ян Слома, Нікіта Яковлєв, Михайло Романов)
- 2017: Гродненська обл.
(Сергій Пустобаєв, Ян Слома, Ігор Зубко, Нікіта Яковлєв)
- 2018: Могильовська обл.
(Кирило Ключников, Нікіта Яшкін, Сергій Сєрков, Ілля Карнаухов)
- 2019: Гродненська обл.
(Сергій Пустобаєв, Олександр Таврук, Ян Слома, Ігор Зубко)
- 2020: не визначались
- 2021:  Білорусь
(Роман Володькін, Марк Патей, Ігор Зубко, Олексій Лазарєв)
- 2022: Гомельська обл.
(Артем Флерко, Володимир Жадько, Ілля Ковальов, Марк Патей)
- 2023:  Білорусь
(Ігор Зубко, Марк Патей, Володимир Жадько, Михайло Міхновський)
- 2024: Гомельська обл.
(Марк Патей, Дмитро Гулевич, Володимир Жадько, Ілля Ковальов)
- 2025: Гомельська обл.
(Артем Флерко, Володимир Жадько, Нікіта Юдченко, Георгій Манєєв)

### 100+200+400+800 метрів
- 1992-2024: не визначались
- 2024: Могильовська обл.
(Денис Ураков, Єгор Чигилейчик, Максим Новиков, Сергій Карпов)[1]
- 2025: не визначались

### Напівмарафон
- 1992: [[|]]
- 1993: [[|]]
- 1994: [[|]]
- 1995: [[|]]
- 1996: [[|]]
- 1997: [[|]]
- 1998: [[|]]
- 1999: [[|]]
- 2000: [[|]]
- 2001: [[|]]
- 2002: [[|]]
- 2003: [[|]]
- 2004: [[|]]
- 2005: [[|]]
- 2006: [[|]]
- 2007: [[|]]
- 2008: [[|]]
- 2009: [[|]]
- 2010: [[|]]
- 2011: [[|]]
- 2012: [[|]]
- 2013: [[|]]
- 2014[2]: Ілля Славенський
- 2015[3]: Сергій Платонов
- 2016[4]: Сергій Платонов
- 2017: [[|]]
- 2018[5]:  Абебе Негево
- 2019: [[|]]
- 2020: [[|]]
- 2021: [[|]]
- 2022:  Рінас Ахмадеєв
- 2023:  Рінас Ахмадеєв
- 2024: Владислав Прямов
- 2025:

### Марафон
- 1992: [[|]]
- 1993: [[|]]
- 1994: [[|]]
- 1995: [[|]]
- 1996: [[|]]
- 1997: [[|]]
- 1998: [[|]]
- 1999: [[|]]
- 2000: [[|]]
- 2001: [[|]]
- 2002: [[|]]
- 2003: [[|]]
- 2004: [[|]]
- 2005: [[|]]
- 2006: [[|]]
- 2007: Олег Гур
- 2008: [[|]]
- 2009: [[|]]
- 2010: [[|]]
- 2011: [[|]]
- 2012: [[|]]
- 2013: [[|]]
- 2014: [[|]]
- 2015: [[|]]
- 2016: [[|]]
- 2017: [[|]]
- 2018: [[|]]
- 2019: [[|]]
- 2020: [[|]]
- 2021: [[|]]
- 2022: Владислав Прямов
- 2023: Владислав Прямов
- 2024: Владислав Прямов
- 2025:

### Ходьба 5000 метрів(стадіон)
- 1992: [[|]]
- 1993: [[|]]
- 1994: [[|]]
- 1995: [[|]]
- 1996: [[|]]
- 1997: [[|]]
- 1998: [[|]]
- 1999: [[|]]
- 2000: [[|]]
- 2001: [[|]]
- 2002: [[|]]
- 2003: [[|]]
- 2004: [[|]]
- 2005: [[|]]
- 2006: [[|]]
- 2007: [[|]]
- 2008: [[|]]
- 2009: [[|]]
- 2010: [[|]]
- 2011: [[|]]
- 2012: [[|]]
- 2013: [[|]]
- 2014: [[|]]
- 2015: [[|]]
- 2016: [[|]]
- 2017: [[|]]
- 2018: [[|]]
- 2019: [[|]]
- 2020: Олександр Ляхович
- 2021: Олександр Ляхович
- 2022: Анатолій Гомелєв
- 2023: [[|]]
- 2024: [[|]]
- 2025: [[|]]

### Ходьба 10000 метрів(стадіон)
- 1992: [[|]]
- 1993: [[|]]
- 1994: [[|]]
- 1995: [[|]]
- 1996: [[|]]
- 1997: [[|]]
- 1998: [[|]]
- 1999: [[|]]
- 2000: [[|]]
- 2001: [[|]]
- 2002: [[|]]
- 2003: [[|]]
- 2004: [[|]]
- 2005: [[|]]
- 2006: [[|]]
- 2007: [[|]]
- 2008: [[|]]
- 2009: [[|]]
- 2010: [[|]]
- 2011: [[|]]
- 2012: [[|]]
- 2013: [[|]]
- 2014: [[|]]
- 2015: [[|]]
- 2016: [[|]]
- 2017: [[|]]
- 2018: [[|]]
- 2019: [[|]]
- 2020: Олександр Ляхович
- 2021: Нікіта Коляда
- 2022: Анатолій Гомелєв
- 2023: [[|]]
- 2024: [[|]]
- 2025: [[|]]

### Ходьба 20 кілометрів(шосе)
- 1992: ???
- 1993: Євген Місюля
- 1994: Михайло Хмельницький
- 1995: Віктор Гінько
- 1996: ???
- 1997: ???
- 1998: ???
- 1999: ???
- 2000: ???
- 2001: ???
- 2002: Іван Троцький
- 2003: Андрій Макаров
- 2004: Андрій Талашко
- 2005: Андрій Талашко
- 2006: Андрій Талашко (весняний та літній)
- 2007: Микола Середович
- 2008: Іван Троцький (весняний), Олександр Кузьмін (основний)
- 2009: Андрій Талашко
- 2010: Денис Симанович
- 2011: Іван Троцький
- 2012: Іван Троцький
- 2013: Іван Троцький
- 2014: Денис Симанович
- 2015: Олександр Ляхович
- 2016: Іван Троцький
- 2017: Олександр Ляхович
- 2018: Олександр Ляхович
- 2019:  Саліх Коркмаз
- 2020: Олександр Ляхович
- 2021: не визначався
- 2022: Нікіта Коляда
- 2023: Нікіта Коляда
- 2024: Нікіта Коляда
- 2025: Нікіта Коляда

### Ходьба 20000 метрів(стадіон)
- 1992: [[|]]
- 1993: [[|]]
- 1994: [[|]]
- 1995: [[|]]
- 1996: [[|]]
- 1997: [[|]]
- 1998: Віталій Гордей
- 1999:  Андрій Макаров
- 2000: Віталій Гордей
- 2001: [[|]]
- 2002: [[|]]
- 2003: [[|]]
- 2004: [[|]]
- 2005: [[|]]
- 2006: Андрій Талашко
- 2007: [[|]]
- 2008: [[|]]
- 2009: Андрій Талашко
- 2010: [[|]]
- 2011: [[|]]
- 2012: [[|]]
- 2013: [[|]]
- 2014: [[|]]
- 2015: [[|]]
- 2016: [[|]]
- 2017: [[|]]
- 2018: [[|]]
- 2019: [[|]]
- 2020: [[|]]
- 2021: [[|]]
- 2022: [[|]]
- 2023: [[|]]
- 2024: [[|]]
- 2025: [[|]]

### Ходьба 35 кілометрів(шосе)
- 1992: [[|]]
- 1993: [[|]]
- 1994: [[|]]
- 1995: [[|]]
- 1996: [[|]]
- 1997: [[|]]
- 1998: [[|]]
- 1999: [[|]]
- 2000: [[|]]
- 2001: [[|]]
- 2002: [[|]]
- 2003: [[|]]
- 2004: [[|]]
- 2005: [[|]]
- 2006: [[|]]
- 2007: [[|]]
- 2008: [[|]]
- 2009: [[|]]
- 2010: [[|]]
- 2011: [[|]]
- 2012: [[|]]
- 2013: [[|]]
- 2014: [[|]]
- 2015: [[|]]
- 2016: [[|]]
- 2017: [[|]]
- 2018: [[|]]
- 2019: [[|]]
- 2020: Дмитро Дюбін
- 2021: не визначався
- 2022: Володимир Колесник
- 2023: Дмитро Дюбін
- 2024: Антон Більдюга
- 2025: Володимир Колесник

### Ходьба 50 кілометрів(шосе)
- 1992: [[|]]
- 1993: Віктор Гінько
- 1994: [[|]]
- 1995: [[|]]
- 1996: [[|]]
- 1997: [[|]]
- 1998: [[|]]
- 1999: [[|]]
- 2000: [[|]]
- 2001: [[|]]
- 2002: [[|]]
- 2003: [[|]]
- 2004: [[|]]
- 2005: [[|]]
- 2006: [[|]]
- 2007: [[|]]
- 2008: [[|]]
- 2009: Андрій Степанчук
- 2010: Денис Кравчук
- 2011: Денис Кравчук
- 2012: Андрій Степанчук
- 2013: Дмитро Дюбін
- 2014: Іван Троцький
- 2015: Павло Єрохов
- після 2015 чемпіон не визначався

### Стрибки у висоту
- 1992: Володимир Забороньок
- 1993: Олег Жуковський
- 1994: Микола Москальов
- 1995:  Гінтарас Варанаускас
- 1996: Олександр Буглаков
- 1997: Олег Воробей
- 1998: Олег Воробей
- 1999: Олексій Лесничий
- 2000: Олег Прокопов
- 2001: Олексій Лесничий
- 2002: Олексій Лесничий
- 2003: Олександр Верютін
- 2004: Геннадій Мороз
- 2005: Олександр Верютін
- 2006: Олександр Верютін
- 2007: Сергій Кобяк
- 2008: Андрій Чубса
- 2009: Артем Зайцев
- 2010: Артем Зайцев
- 2011: Андрій Чурило
- 2012: Артем Зайцев
- 2013:  Зураб Гогочурі
- 2014: Андрій Чурило
- 2015: Андрій Скобейко
- 2016: Андрій Скобейко
- 2017: Максим Недосеков
- 2018: Дмитро Набоков
- 2019: Андрій Скобейко
- 2020: Максим Недосеков
- 2021: Максим Недосеков
- 2022:  Ілля Іванюк
- 2023: Павло Селіверстов
- 2024: Єгор Гуптор
- 2025:  Данило Лисенко

### Стрибки з жердиною
- 1992: Андрій Тивончик
- 1993: Костянтин Семенов
- 1994: Геннадій Сидоров
- 1995: Геннадій Сидоров
- 1996: Геннадій Сидоров
- 1997: Ігор Кравцов
- 1998: Дмитро Смирнов
- 1999: Дмитро Смирнов
- 2000: Ігор Кравцов
- 2001: Дмитро Смирнов
- 2002: ???
- 2003: Станіслав Тивончик
- 2004: Ігор Алексеєв
- 2005: Ігор Алексеєв
- 2006: Ігор Алексеєв
- 2007: Станіслав Тивончик
- 2008: Станіслав Іволга
- 2009: Станіслав Тивончик
- 2010: Ігор Алексеєв
- 2011: Станіслав Тивончик
- 2012: Дмитро Гащук
- 2013: Станіслав Тивончик
- 2014: Станіслав Тивончик
- 2015: Дмитро Гащук
- 2016: Станіслав Тивончик
- 2017: Владислав Чемармазович
- 2018: Владислав Чемармазович
- 2019:  Лев Скориш
- 2020: Владислав Чемармазович
- 2021: Дмитро Марфушкін
- 2022:  Дмитро Качанов
- 2023: Матвій Волков
- 2024: Матвій Волков
- 2025: Матвій Волков

### Стрибки в довжину
- 1992: Андрій Нікулін
- 1993: Віктор Руденик
- 1994: Андрій Нікулін
- 1995: Віктор Руденик
- 1996: Олександр Кравченко
- 1997: Олександр Кравченко
- 1998: Олександр Главацький
- 1999: Андрій Міхалкевич
- 2000: Андрій Шабловський
- 2001: Геннадій Пузиков
- 2002: Геннадій Пузиков
- 2003: Андрій Шабловський
- 2004: Максим Нестерук
- 2005: Олексій Поступало
- 2006: Максим Нестерук
- 2007: Олексій Цапик
- 2008: Володимир Кобець
- 2009: Дмитро Островський
- 2010: Володимир Кобець
- 2011: Артем Бондаренко
- 2012: Володимир Кобець
- 2013: Костянтин Боричевський
- 2014: Костянтин Боричевський
- 2015: Костянтин Боричевський
- 2016: Костянтин Боричевський
- 2017: Костянтин Боричевський
- 2018: Юрій Єремич
- 2019:  Елвіс Місанс
- 2020: Владислав Булахов
- 2021: Нікіта Лопатенко
- 2022: Владислав Булахов
- 2023: Владислав Булахов
- 2024: Нікіта Лопатенко
- 2025:  Данило Чечела

### Потрійний стрибок
- 1992: Андрій Зірко
- 1993: Олег Денищик
- 1994: Віктор Сазанков
- 1995: Віктор Сазанков
- 1996: Віктор Сазанков
- 1997: Віктор Сазанков
- 1998: Олександр Главацький
- 1999: Віктор Сазанков
- 2000: Дмитро Васильєв
- 2001: Олександр Главацький
- 2002: Дмитро Валюкевич
- 2003: Олександр Фурсо
- 2004: Андрій Яковчик
- 2005: Дмитро Децук
- 2006: Олександр Воробей
- 2007: Дмитро Децук
- 2008: Олександр Воробей
- 2009: Дмитро Децук
- 2010: Сергій Іванов
- 2011: Дмитро Децук
- 2012: Дмитро Плотницький
- 2013: Олексій Цапик
- 2014: Дмитро Плотницький
- 2015: Артем Бондаренко
- 2016: Артем Бондаренко
- 2017: Дмитро Плотницький
- 2018:  Назім Бабаєв
- 2019:  Елвіс Місанс
- 2020: Максим Нестеренко
- 2021: Максим Нестеренко
- 2022: Максим Нестеренко
- 2023: Максим Нестеренко
- 2024: Максим Нестеренко
- 2025: Максим Нестеренко

### Штовхання ядра
- 1992: Михайло Костін
- 1993: Олександр Клімов
- 1994: Дмитро Гончарук
- 1995: Олександр Клімов
- 1996: Дмитро Гончарук
- 1997: Дмитро Гончарук
- 1998: Віктор Булат
- 1999: Віктор Булат
- 2000: Андрій Міхневич
- 2001: Павло Лижин
- 2002: Юрій Бєлов
- 2003: Дмитро Гончарук
- 2004: Павло Лижин
- 2005: Андрій Міхневич
- 2006: Павло Лижин
- 2007: Юрій Бєлов
- 2008: Юрій Бєлов
- 2009: Юрій Бєлов
- 2010: Сергій Бахар
- 2011: Павло Лижин
- 2012: Павло Лижин
- 2013: Павло Лижин
- 2014: Павло Лижин
- 2015: Павло Лижин
- 2016: Павло Лижин
- 2017: Олексій Ничипор
- 2018: Олексій Ничипор
- 2019:  Абдельрахман Махмуд
- 2020: Олексій Ничипор
- 2021: Дмитро Карпук
- 2022: Олег Томашевич
- 2023: Олег Томашевич
- 2024: Євген Бригі
- 2025: Олег Томашевич

### Метання диска
- 1992: Василь Каптюх
- 1993: Володимир Дубровщик
- 1994: Володимир Дубровщик
- 1995: Володимир Дубровщик
- 1996: Володимир Дубровщик
- 1997: Леонід Черевко
- 1998: Леонід Черевко
- 1999: Володимир Дубровщик
- 2000: Леонід Черевко
- 2001: Олександр Малашевич
- 2002: Леонід Черевко
- 2003: Василь Каптюх
- 2004: Василь Каптюх
- 2005:  Ехсан Хаддаді
- 2006: Олександр Малашевич
- 2007: Олександр Малашевич
- 2008: Дмитро Сиваков
- 2009:  Ахмад Діб
- 2010: Дмитро Сиваков
- 2011: Сергій Роганов
- 2012:  Мохаммад Самімі
- 2013: Павло Лижин
- 2014: Павло Лижин
- 2015: Сергій Роганов
- 2016: Сергій Роганов
- 2017: Віктор Трус
- 2018: Віктор Трус
- 2019: Євген Богуцький
- 2020: Віктор Трус
- 2021: Євген Богуцький
- 2022: Євген Богуцький
- 2023: Владислав Пучко
- 2024: Владислав Пучко
- 2025:  Олексій Худяков

### Метання молота
- 1992: Віталій Алісевич
- 1993: Сергій Алай
- 1994: Віталій Алісевич
- 1995: Костянтин Астапкович
- 1996: Михайло Попель
- 1997: Ігор Астапкович
- 1998: Костянтин Астапкович
- 1999: Костянтин Астапкович
- 2000: Вадим Дев'ятовський
- 2001: Іван Тихон
- 2002: Іван Тихон
- 2003: Іван Тихон
- 2004: Іван Тихон
- 2005: Вадим Дев'ятовський
- 2006: Вадим Дев'ятовський
- 2007: Павло Кривицький
- 2008: Іван Тихон
- 2009: Юрій Шаюнов
- 2010: Павло Кривицький
- 2011: Павло Кривицький
- 2012: Павло Кривицький
- 2013: Юрій Шаюнов
- 2014: Павло Борейша
- 2015: Павло Борейша
- 2016: Іван Тихон
- 2017: Захар Махросенко
- 2018: Олег Дубицький
- 2019: Гліб Дударєв
- 2020: Павло Борейша
- 2021: Юрій Васильченко
- 2022: Олександр Шиманович
- 2023: Олександр Шиманович
- 2024: Юрій Васильченко
- 2025: Олександр Шиманович

### Метання списа
- 1992: [[|]]
- 1993: Микола Косянок
- 1994: Олег Гоцько
- 1995: Сергій Гордієнко
- 1996: Андрій Ходасевич
- 1997: Володимир Сосимович
- 1998: Олександр Кулеш
- 1999: Ігор Лісовський
- 2000: Володимир Сосимович
- 2001: Павло Стасюк
- 2002: Павло Стасюк
- 2003: Володимир Сосимович
- 2004:  Мехді Раваеї
- 2005: Микола Василячов
- 2006: Вадим Євтухович
- 2007: Вадим Євтухович
- 2008: Олександр Ашомко
- 2009: Анатолій Адаховський
- 2010: Володимир Козлов
- 2011: Олександр Ашомко
- 2012: Володимир Козлов
- 2013: Павло Мелешко
- 2014: Олександр Ашомко
- 2015: Володимир Козлов
- 2016: Володимир Козлов
- 2017: Павло Мелешко
- 2018: Олексій Котковець
- 2019: Павло Мелешко
- 2020: Олексій Котковець
- 2021: Олексій Котковець
- 2022: Олексій Котковець
- 2023: Олексій Котковець
- 2024: Павло Сосимович
- 2025: Олексій Котковець

### Десятиборство
- 1992: Олександр Жданович
- 1993: Олександр Жданович
- 1994: Юрій Лекунович
- 1995: Дмитро Сухомазов
- 1996: Михайло Волк
- 1997: Михайло Волк
- 1998: Дмитро Сухомазов
- 1999: Геннадій Сіткевич
- 2000: ???
- 2001: Олександр Пархоменко
- 2002: Олександр Пархоменко
- 2003: Олександр Пархоменко
- 2004: Валерій Поклад
- 2005: Олександр Корзун
- 2006: Олександр Пархоменко
- 2007: Дмитро Кисель
- 2008: Олександр Корзун
- 2009: ???
- 2010: ???
- 2011: Олександр Пархоменко
- 2012:  Даріус Драудвіла
- 2013: Олександр Дергачов
- 2014: Олександр Дергачов
- 2015:  Сергій Тимшин
- 2016: Віталій Жук
- 2017: Віталій Жук
- 2018: Едуард Міхан
- 2019: Артур Пелішенок
- 2020: Віталій Жук
- 2021: Максим Андралойть
- 2022: Віталій Жук
- 2023: Максим Андралойть
- 2024: Андрій Максимов
- 2025: Денис Самандик

### Крос
- 1992: ???
- 1993: ???
- 1994: ???
- 1995: ???
- 1996: ???
- 1997: ???
- 1998: ???
- 1999: ???
- 2000: ???
- 2001: ???
- 2002: ???
- 2003: ???
- 2004: ???
- 2005: ???
- 2006: ???
- 2007: ???
- 2008: ???
- 2009: ???
- 2010: ???
- 2011: ???
- 2012: Віталій Купревич (4000 м), Сергій Платонов (8000 м)
- 2013: Сергій Литовчик (4000 м), Сергій Платонов (8000 м)
- 2014: ???
- 2015: Артем Логіш (4000 м), Сергій Платонов (8000 м)
- 2016: Віталій Купревич (4000 м), Сергій Платонов (8000 м)
- 2017: Артем Логіш (4000 м), Сергій Платонов (8000 м)
- 2018: Артем Логіш (1500 м), Сергій Платонов (8000 м)
- 2019: Артем Калачов (1500 м), Сергій Кравченя (8000 м)
- 2020: Артем Калачов (1500 м), Сергій Платонов (8000 м)
- 2021: Сергій Платонов (1500 м), Сергій Кравченя (8000 м)
- 2022: Артем Калачов (1500 м), Сергій Платонов (8000 м)
- 2023: Дмитро Савін (1500 м), В'ячеслав Скудний (8000 м)
- 2024: В'ячеслав Скудний (1500 м), Сергій Платонов (8000 м)
- 2025:

## Жінки

### 100 метрів
- 1992: Наталія Жук
- 1993: Олена Денищик
- 1994: Наталія Виноградова (Софронникова)
- 1995: Наталія Софронникова
- 1996: Наталія Софронникова
- 1997: Наталія Софронникова
- 1998: Наталія Софронникова
- 1999: Наталія Софронникова
- 2000: Тетяна Барашко
- 2001: Оксана Драгун
- 2002: Юлія Борцевич (Нестеренко)
- 2003: Олена Невмержицька (Данилюк)
- 2004: Оксана Драгун
- 2005: Наталія Сологуб
- 2006: Олена Невмержицька (Данилюк)
- 2007: Наталія Софронникова
- 2008: Анна Богданович
- 2009: Оксана Драгун
- 2010: Олена Невмержицька (Данилюк)
- 2011: Юлія Баликіна
- 2012: Юлія Баликіна
- 2013: Катерина Гончар
- 2014: Катерина Гончар
- 2015: Катерина Гончар
- 2016: Христина Тимановська
- 2017: Христина Тимановська
- 2018: Христина Тимановська
- 2019: Христина Тимановська
- 2020: Христина Тимановська
- 2021: Христина Тимановська
- 2022: Катерина Живаєва
- 2023: Єлизавета Бойко (Третяк)
- 2024: Яніна Луценко
- 2025: Єлизавета Третяк

### 200 метрів
- 1992: Наталія Жук
- 1993: Олена Денищик
- 1994: Маргарита Молчан
- 1995: Наталія Софронникова
- 1996: Наталія Софронникова
- 1997: Наталія Софронникова
- 1998: Наталія Софронникова
- 1999: Наталія Сологуб
- 2000: Наталія Сологуб
- 2001: Наталія Абраменко
- 2002: Наталія Софронникова
- 2003: Олена Невмержицька (Данилюк)
- 2004: Наталія Сологуб
- 2005: Наталія Сологуб
- 2006: Наталія Абраменко
- 2007: Наталія Софронникова
- 2008: Ольга Осташко
- 2009: Олена Києвич
- 2010: Олена Києвич
- 2011: Юлія Баликіна
- 2012: Олена Києвич
- 2013: Ольга Осташко
- 2014: Катерина Гончар
- 2015: Аліна Талай
- 2016: Христина Тимановська
- 2017: Христина Тимановська
- 2018: Христина Тимановська
- 2019: Христина Тимановська
- 2020: Христина Тимановська
- 2021: Христина Тимановська
- 2022: Ельвіра Герман (Граборенко)
- 2023: Яніна Луценко
- 2024: Яніна Луценко
- 2025: Єлизавета Третяк

### 400 метрів
- 1992: Наталія Ігнатюк
- 1993: Ірина Скварчевська
- 1994: Анна Козак
- 1995: Анна Козак
- 1996: Анна Козак
- 1997: Анна Козак
- 1998: Анна Козак
- 1999: Наталія Сологуб
- 2000: Наталія Сологуб
- 2001: Анна Козак
- 2002: Світлана Усович
- 2003: Ірина Хлюстова
- 2004: Ірина Хлюстова
- 2005: Анна Козак
- 2006: Ілона Усович
- 2007: Ірина Хлюстова
- 2008: Анна Козак
- 2009: Катерина Мішина
- 2010: Катерина Мішина
- 2011: Юліана Ющенко
- 2012: Олена Києвич
- 2013: Юлія Юреня
- 2014: Ілона Усович
- 2015: Ілона Усович
- 2016: Ілона Усович
- 2017: Ілона Усович
- 2018: Марина Міхан, Христина Мулярчик
- 2019: Марина Міхан
- 2020: Аліна Лучшева
- 2021: Анна Михайлова
- 2022: Аліна Лучшева
- 2023: Анна Михайлова
- 2024: Анна Михайлова
- 2025:  Поліна Ткаліч

### 800 метрів
- 1992: Наталія Духнова
- 1993: Наталія Духнова
- 1994: Олена Бичковська
- 1995: Олена Бичковська
- 1996: Наталія Духнова
- 1997: Олена Кончиць
- 1998: Вікторія Лисакова
- 1999: Наталія Духнова
- 2000: Тетяна Булойчик
- 2001: Наталія Васько
- 2002: Наталія Дедкова
- 2003: Наталія Духнова
- 2004: Ірина Печенникова
- 2005: Світлана Климкович (Ковган)
- 2006: Світлана Климкович (Ковган)
- 2007: Світлана Ковган
- 2008: Марина Котович (Арзамасова)
- 2009: Наталія Корейво
- 2010: Христина Ведерникова
- 2011: Ілона Усович
- 2012: Тетяна Супрун
- 2013: Марина Арзамасова
- 2014: Ольга Рулевич (Немогай)
- 2015: Марина Арзамасова
- 2016: Дар'я Борисевич
- 2017: Юлія Король
- 2018: Дар'я Борисевич
- 2019: Юлія Король
- 2020: Дар'я Борисевич
- 2021: Ілона Великанович
- 2022: Тетяна Шабанова
- 2023: Ангеліна Равич
- 2024: Ангеліна Равич
- 2025:  Катерина Реньжина

### 1500 метрів
- 1992: Оксана Мерникова
- 1993: Оксана Мерникова
- 1994: Олена Бичковська
- 1995: Олена Бичковська
- 1996: Наталія Духнова
- 1997: Олена Бичковська
- 1998: Олеся Турова
- 1999: Наталія Духнова
- 2000: Тетяна Булойчик
- 2001: Світлана Климкович (Ковган)
- 2002: ???
- 2003: Світлана Климкович (Ковган)
- 2004: Анастасія Старовойтова
- 2005: Ольга Кравцова
- 2006: Світлана Климкович (Ковган)
- 2007: Світлана Ковган
- 2008: Наталія Корейво
- 2009: Наталія Корейво
- 2010: Наталія Корейво
- 2011: Дар'я Борисевич
- 2012: Марина Арзамасова
- 2013: Дар'я Борисевич
- 2014: Світлана Куделич
- 2015: Дар'я Борисевич
- 2016: Ольга Рулевич (Немогай)
- 2017: Тетяна Стефаненко
- 2018: Дар'я Борисевич
- 2019: Катерина Корнеєнко
- 2020: Дар'я Борисевич
- 2021: Ольга Немогай
- 2022: Тетяна Шабанова
- 2023: Тетяна Шабанова
- 2024: Тетяна Шабанова
- 2025: Тетяна Шабанова

### 3000 метрів
- 1992: Тетяна Нефедева
- 1993: Галина Барук (Карнацевич)
- 1994: Олена Мазовка
- 1995: не визначалася
- 1996: не визначалася
- 1997: не визначалася
- 1998: не визначалася
- 1999: не визначалася
- 2000: не визначалася
- 2001: Світлана Климкович (Ковган)
- 2002: Світлана Климкович (Ковган)
- після 2002 чемпіонки не визначалися

### 5000 метрів
- 1992: не визначалася
- 1993: не визначалася
- 1994: не визначалася
- 1995: Тетяна Нефедева
- 1996: Тетяна Нефедева
- 1997: Наталія Жигало
- 1998: Олена Толстигіна
- 1999: Олена Мазовка
- 2000: Оксана Василевська
- 2001: Олена Толстигіна
- 2002: ???
- 2003: Тетяна Бєлкіна
- 2004: Ольга Кравцова
- 2005: Ірина Кунаховець
- 2006: Анастасія Старовойтова
- 2007: Ольга Кравцова
- 2008: Ольга Кравцова
- 2009: Світлана Куделич
- 2010: Ольга Кравцова
- 2011:  Анна Носенко
- 2012: Ірина Ананенко
- 2013: Ольга Мазурьонок
- 2014: Ніна Савіна
- 2015: Ніна Савіна
- 2016: Ніна Савіна
- 2017: Анастасія Іванова
- 2018: Катерина Корнеєнко
- 2019: Катерина Корнеєнко
- 2020: Катерина Корнеєнко
- 2021: Світлана Санько
- 2022: Ольга Немогай
- 2023: Ольга Немогай
- 2024: Ніна Савіна
- 2025: Інна Новик

### 10000 метрів
- 1992: Галина Барук (Карнацевич)
- 1993: Олена Виницька
- 1994: Олена Мазовка
- 1995: Олена Мазовка
- 1996: Олена Мазовка
- 1997: Олена Мазовка
- 1998: Галина Корнацевич
- 1999: Олена Мазовка
- 2000: Оксана Василевська
- 2001: Олена Толстигіна
- 2002: Оксана Василевська
- 2003: Олена Мазовка
- 2004:  Наталія Черкес
- 2005: Галина Корнацевич
- 2006: Ольга Кравцова
- 2007: Ольга Кравцова
- 2008: Ольга Салевич (Дубовська)
- 2009:  Гульнара Виговська
- 2010: Ольга Мініна
- 2011: Марина Доманцевич
- 2012: Марина Доманцевич
- 2013: Ольга Мазурьонок
- 2014: Ольга Мазурьонок
- 2015: Ніна Савіна
- 2016: Ірина Сомова
- 2017: Ніна Савіна
- 2018: Анастасія Іванова
- 2019:  Дар'я Маслова
- 2020: Ніна Савіна
- 2021: Людмила Ляхович
- 2022: Марина Доманцевич
- 2023: Ольга Немогай
- 2024: Ольга Немогай
- 2025: Ніна Савіна

### 100 метрів з бар'єрами
- 1992: Світлана Бурага
- 1993: Світлана Бурага
- 1994: Лідія Юркова
- 1995: Лідія Юркова
- 1996: Тамара Подрецька (Кадирова)
- 1997: Тамара Кадирова
- 1998: Таїсія Добровицька
- 1999: Тетяна Ледовська
- 2000: Таїсія Добровицька
- 2001: Євгенія Ліхута (Володько)
- 2002: Євгенія Ліхута (Володько)
- 2003: Євгенія Ліхута (Володько)
- 2004: Євгенія Ліхута (Володько)
- 2005: Євгенія Ліхута (Володько)
- 2006: Євгенія Ліхута (Володько)
- 2007: Євгенія Володько
- 2008: Катерина Поплавська
- 2009: Аліна Талай
- 2010: Аліна Талай
- 2011: Катерина Поплавська
- 2012: Ксенія Медведєва
- 2013: Аліна Талай
- 2014: Аліна Талай
- 2015: Аліна Талай
- 2016: Аліна Талай
- 2017: Ельвіра Герман (Граборенко)
- 2018: Ельвіра Герман (Граборенко)
- 2019: Ельвіра Герман (Граборенко)
- 2020: Ельвіра Герман (Граборенко)
- 2021: Ельвіра Герман (Граборенко)
- 2022: Ельвіра Герман (Граборенко)
- 2023: Ельвіра Граборенко
- 2024: Ельвіра Граборенко
- 2025: Руслана Романовська

### 400 метрів з бар'єрами
- 1992: Тетяна Курочкіна
- 1993: Тетяна Курочкіна
- 1994: Наталія Ігнатюк
- 1995: Тетяна Ледовська
- 1996: Тетяна Ледовська
- 1997: Тетяна Ледовська
- 1998: Тетяна Курочкіна
- 1999: Тетяна Курочкіна
- 2000: Тетяна Курочкіна
- 2001: Тетяна Курочкіна
- 2002: Тетяна Курочкіна
- 2003: Інна Калініна
- 2004: Інна Калініна
- 2005: Інна Калініна
- 2006: Христина Ведерникова
- 2007: Христина Ведерникова
- 2008: Анастасія Булдакова
- 2009: Христина Ведерникова
- 2010: Анастасія Булдакова
- 2011: Анастасія Булдакова
- 2012: Анастасія Булдакова
- 2013: Марина Бойко
- 2014: Катерина Артюх (Беланович)
- 2015: Катерина Артюх (Беланович)
- 2016: Катерина Беланович
- 2017: Вікторія Шиманська
- 2018: Катерина Беланович
- 2019: Анна Михайлова
- 2020: Анна Михайлова
- 2021: Олександра Хільманович
- 2022: Катерина Беланович
- 2023: Катерина Беланович
- 2024: Катерина Беланович
- 2025:  Емілія Тангара

### 2000 метрів з перешкодами
- 1992: не визначалася
- 1993: не визначалася
- 1994: не визначалася
- 1995: Олена Гришко
- 1996: Тереза Барковська
- 1997: Олена Гришко
- 1998: Олена Гришко
- 1999: Інна Рукло
- після 1999 був замінений на дистанцію 3000 метрів

### 3000 метрів з перешкодами
- 1992: не визначалася
- 1993: не визначалася
- 1994: не визначалася
- 1995: не визначалася
- 1996: не визначалася
- 1997: не визначалася
- 1998: не визначалася
- 1999: не визначалася
- 2000: Тетяна Зав'ялова
- 2001: Інна Рукло
- 2002: ???
- 2003: Оксана Василевська
- 2004: Наталія Григор'єва
- 2005: Наталія Григор'єва
- 2006: Олеся Турова
- 2007: Наталія Григор'єва
- 2008: Наталія Григор'єва
- 2009: Ольга Камінська
- 2010: Ірина Подобєд (Ананенко)
- 2011: Ірина Ананенко
- 2012:  Вайда Зусінайте
- 2013: Анастасія Пузакова
- 2014: Світлана Куделич
- 2015: Анастасія Пузакова
- 2016: Анастасія Пузакова
- 2017: Анастасія Пузакова
- 2018: Тетяна Шабанова
- 2019: Тетяна Шабанова
- 2020: Тетяна Шабанова
- 2021: Тетяна Шабанова
- 2022: Тетяна Шабанова
- 2023: Тетяна Шабанова
- 2024: Тетяна Шабанова
- 2025: Тетяна Шабанова

### 4×100 метрів
- 1992: [[|]]
- 1993: [[|]]
- 1994: [[|]]
- 1995: [[|]]
- 1996: Гродненська обл.
- 1997: Гродненська обл.
- 1998: [[|]]
- 1999: [[|]]
- 2000: Берестейська обл.
(Юлія Борцевич (Нестеренко), Оксана Драгун, Наталія Абраменко, Наталія Сологуб)
- 2001: [[|]]
- 2002: ???
- 2003: ???
- 2004: [[|]]
- 2005: [[|]]
- 2006: [[|]]
- 2007: Берестейська обл.
(Ольга Осташко, Анастасія Шуляк (Наумчик), Катерина Шумак, Анна Лепешко)
- 2008: Берестейська обл.
(Катерина Шумак, Анастасія Шуляк (Наумчик), Олена Невмержицька (Данилюк), Ольга Осташко)
- 2009: ???
- 2010:  Білорусь
(Юлія Баликіна, Олена Києвич, Олена Невмержицька (Данилюк), Анна Лепешко)
- 2011: Берестейська обл.
(Юлія Нестеренко, Христина Радиванюк, Катерина Шумак, Анна Лепешко)
- 2012: Берестейська обл.
(Ольга Осташко, Катерина Гончар, Катерина Шумак, Анна Лепешко)
- 2013: Берестейська обл.
(Ольга Осташко, Христина Радиванюк, Катерина Шумак, Катерина Гончар)
- 2014: Берестейська обл.
(Ольга Осташко, Марина Бойко, Олена Києвич, Катерина Гончар)
- 2015: Берестейська обл.
(Ольга Осташко, Христина Радиванюк, Олена Києвич, Катерина Гончар)
- 2016: Мінськ
(Анастасія Аксьонова, Христина Радиванюк, Катерина Харашкевич, Юлія Петраневич)
- 2017: Мінськ
(Олександра Єгорова, Христина Радиванюк, Катерина Харашкевич, Юлія Куріцина)
- 2018: Берестейська обл.
(Анна Михайлова, Христина Мулярчик, Аліна Вольська, Марина Міхан)
- 2019: Мінськ
(Астерія Лімай, Христина Радиванюк, Катерина Харашкевич, Юлія Куріцина)
- 2020: Мінськ
(Вікторія Хоровитська, Астерія Лімай, Катерина Харашкевич, Юлія Куріцина)
- 2021:  Білорусь
(Карина Нестерова, Катерина Харашкевич, Яніна Рапеко, Катерина Живаєва)
- 2022: Берестейська обл.
(Єлизавета Бойко (Третяк), Яніна Рапеко, Катерина Живаєва, Ельвіра Герман (Граборенко))
- 2023:  Білорусь
(Єлизавета Бойко (Третяк), Катерина Живаєва, Яніна Луценко, Карина Ковалькова)
- 2024: Берестейська обл.
(Єлизавета Третяк, Яніна Рапеко, Марина Міхан, Карина Соловйова)
- 2025: Берестейська обл.
(Єлизавета Третяк, Катерина Живаєва, Марина Міхан, Карина Соловйова)

### 4×400 метрів
- 1992: [[|]]
- 1993: [[|]]
- 1994: [[|]]
- 1995: [[|]]
- 1996: Вітебська обл.
- 1997: Вітебська обл.
- 1998: [[|]]
- 1999: [[|]]
- 2000: Гродненська обл.
(Катерина Бобрик, Наталія Васько, Тетяна Храмова, Наталія Кейко)
- 2001: [[|]]
- 2002: ???
- 2003: ???
- 2004: [[|]]
- 2005: [[|]]
- 2006: [[|]]
- 2007: Берестейська обл.
(Катерина Бошко, Марина Бойко, Анна Ташпулатова, Юліана Ющенко)
- 2008: Берестейська обл.
(Марина Бойко, Олена Данилюк, Анастасія Булдакова, Анна Ташпулатова)
- 2009: ???
- 2010: Берестейська обл.
(Наталія Власова, Юліана Ющенко, Анастасія Булдакова, Анна Ташпулатова)
- 2011: Берестейська обл.
(Анастасія Булдакова, Юлія Юреня, Анна Ташпулатова, Юліана Ющенко)
- 2012: Берестейська обл.
(Анастасія Булдакова, Юліана Ющенко, Анна Ташпулатова, Олена Києвич)
- 2013: Берестейська обл.
(Галина Омелящик, Ірина Андрикевич, Анна Рейшель, Юлія Юреня)
- 2014: Берестейська обл.
(Марина Бойко, Галина Омелящик, Катерина Артюх (Беланович), Олена Києвич)
- 2015: Берестейська обл.
(Вікторія Шиманська, Катерина Артюх (Беланович), Юлія Юреня, Олена Києвич)
- 2016: Берестейська обл.
(Вікторія Шиманська, Світлана Займіст (Савойтан), Катерина Беланович, Олена Києвич)
- 2017: Берестейська обл.
(Христина Мулярчик, Світлана Займіст (Савойтан), Аліна Вольська, Анна Михайлова)
- 2018: Берестейська обл.
(Христина Мулярчик, Світлана Савойтан, Марина Міхан, Анна Михайлова)
- 2019: Берестейська обл.
(Катерина Живаєва, Христина Мулярчик, Анна Михайлова, Марина Міхан)
- 2020: не визначались
- 2021:  Білорусь
(Астерія Лімай, Юлія Близнець, Олександра Хільманович, Христина Мулярчик)
- 2022: Берестейська обл.
(Яніна Рапеко, Ангеліна Равич, Катерина Беланович, Христина Мулярчик)
- 2023:  Білорусь
(Аліна Лучшева, Олександра Хільманович, Христина Мулярчик, Анна Михайлова)
- 2024: Берестейська обл.
(Аріна Кравцевич, Христина Мулярчик, Анна Лаврисюк, Катерина Живаєва)
- 2025: Берестейська обл.
(Анна Михайлова, Христина Мулярчик, Ангеліна Равич, Катерина Беланович)

### 100+200+400+800 метрів
- 1992-2024: не визначались
- 2024: Гродненська обл.
(Ксенія Савостьяник, Аліна Апанович, Діана Ярмолович, Поліна Кіберєва)[1]
- 2025: не визначались

### Напівмарафон
- 1992: [[|]]
- 1993: [[|]]
- 1994: [[|]]
- 1995: [[|]]
- 1996: [[|]]
- 1997: [[|]]
- 1998: [[|]]
- 1999: [[|]]
- 2000: [[|]]
- 2001: [[|]]
- 2002: [[|]]
- 2003: [[|]]
- 2004: [[|]]
- 2005: [[|]]
- 2006: [[|]]
- 2007: [[|]]
- 2008: [[|]]
- 2009: [[|]]
- 2010: [[|]]
- 2011: [[|]]
- 2012: [[|]]
- 2013: [[|]]
- 2014[2]: Марина Доманцевич
- 2015[3]: Ольга Мазурьонок
- 2016[4]: Ольга Мазурьонок
- 2017: [[|]]
- 2018[5]:  Шейла Джеротіч
- 2019: [[|]]
- 2020: [[|]]
- 2021: [[|]]
- 2022: Марина Доманцевич
- 2023: Марина Доманцевич
- 2024: Марина Доманцевич
- 2025:

### Марафон
- 1992: [[|]]
- 1993: [[|]]
- 1994: [[|]]
- 1995: [[|]]
- 1996: [[|]]
- 1997: [[|]]
- 1998: [[|]]
- 1999: [[|]]
- 2000: [[|]]
- 2001: [[|]]
- 2002: [[|]]
- 2003: [[|]]
- 2004: [[|]]
- 2005: [[|]]
- 2006: [[|]]
- 2007: Катерина Соколова
- 2008: [[|]]
- 2009: [[|]]
- 2010: [[|]]
- 2011: [[|]]
- 2012: [[|]]
- 2013: [[|]]
- 2014: [[|]]
- 2015: [[|]]
- 2016: [[|]]
- 2017: [[|]]
- 2018: [[|]]
- 2019: [[|]]
- 2020: [[|]]
- 2021: [[|]]
- 2022: Ніна Савіна
- 2023: Марина Доманцевич
- 2024: Марина Доманцевич
- 2025:

### Ходьба 5000 метрів(стадіон)
- 1992: [[|]]
- 1993: [[|]]
- 1994: [[|]]
- 1995: [[|]]
- 1996: [[|]]
- 1997: [[|]]
- 1998: [[|]]
- 1999: [[|]]
- 2000: [[|]]
- 2001: [[|]]
- 2002: [[|]]
- 2003: [[|]]
- 2004: [[|]]
- 2005: [[|]]
- 2006: [[|]]
- 2007: [[|]]
- 2008: [[|]]
- 2009: [[|]]
- 2010: [[|]]
- 2011: [[|]]
- 2012: [[|]]
- 2013: [[|]]
- 2014: [[|]]
- 2015: [[|]]
- 2016: [[|]]
- 2017: [[|]]
- 2018: [[|]]
- 2019: [[|]]
- 2020: Анна Терлюкевич
- 2021: Анна Терлюкевич
- 2022: Анна Терлюкевич
- 2023: [[|]]
- 2024: [[|]]
- 2025: [[|]]

### Ходьба 10 кілометрів(шосе)
- 1992: не визначалася
- 1993: Валентина Цибульська
- 1994: Валентина Цибульська
- 1995: Ольга Кардопольцева
- 1996: [[|]]
- 1997: не визначалася
- 1998: не визначалася
- 1999: не визначалася
- 2000: не визначалася
- 2001: не визначалася
- 2002: не визначалася
- 2003: не визначалася
- 2004: не визначалася
- 2005: не визначалася
- 2006: не визначалася
- 2007: не визначалася
- 2008: [[|]]
- 2009: [[|]]
- 2010: [[|]]
- 2011: не визначалася
- 2012: не визначалася
- 2013: не визначалася
- 2014: не визначалася
- 2015: не визначалася
- 2016: не визначалася
- 2017: не визначалася
- 2018: не визначалася
- 2019: [[|]]
- 2020: [[|]]
- 2021: [[|]]
- 2022: [[|]]
- 2023: [[|]]
- 2024: [[|]]
- 2025: [[|]]

### Ходьба 10000 метрів(стадіон)
- 1992: не визначалася
- 1993: не визначалася
- 1994: не визначалася
- 1995: не визначалася
- 1996: не визначалася
- 1997: Людмила Долгополова
- 1998: Лариса Хмельницька
- 1999: Валентина Цибульська
- 2000: Рита Турова
- 2001: не визначалася
- 2002: не визначалася
- 2003: не визначалася
- 2004: не визначалася
- 2005: не визначалася
- 2006: не визначалася
- 2007: не визначалася
- 2008: [[|]]
- 2009: [[|]]
- 2010: [[|]]
- 2011: не визначалася
- 2012: не визначалася
- 2013: не визначалася
- 2014: не визначалася
- 2015: не визначалася
- 2016: не визначалася
- 2017: не визначалася
- 2018: не визначалася
- 2019: не визначалася
- 2020: Анна Терлюкевич
- 2021: Анна Терлюкевич
- 2022: Анна Терлюкевич
- 2023: [[|]]
- 2024: [[|]]
- 2025: [[|]]

### Ходьба 20 кілометрів(шосе)
- 1992: не визначалася
- 1993: не визначалася
- 1994: не визначалася
- 1995: не визначалася
- 1996: не визначалася
- 1997: не визначалася
- 1998: не визначалася
- 1999: не визначалася
- 2000: не визначалася
- 2001: ???
- 2002: Марина Тихонова
- 2003: Людмила Долгополова
- 2004: Олена Гінько
- 2005:  Людмила Єгорова (Шелест)
- 2006: Рита Турова (весняний), Олена Гінько (літній)
- 2007:  Людмила Шелест
- 2008: Сніжана Юрченко (весняний та літній)
- 2009: Анна Драбеня (Терлюкевич)
- 2010: Аліна Матвеюк
- 2011: Анастасія Яцевич
- 2012: Аліна Матвеюк
- 2013: Анастасія Яцевич
- 2014: Аліна Матвеюк
- 2015: Дар'я Болкунець
- 2016: Вікторія Рощупкіна
- 2017: Анастасія Яцевич
- 2018: Анастасія Яцевич
- 2019: Вікторія Рощупкіна
- 2020: Вікторія Рощупкіна
- 2021: не визначалася
- 2022: Аліна Ющенко
- 2023: Аліна Ющенко
- 2024: Анна Терлюкевич
- 2025: Аліна Ющенко

### Ходьба 20000 метрів(стадіон)
- 1992: не визначалася
- 1993: не визначалася
- 1994: не визначалася
- 1995: не визначалася
- 1996: не визначалася
- 1997: не визначалася
- 1998: не визначалася
- 1999: не визначалася
- 2000: не визначалася
- 2001: не визначалася
- 2002: не визначалася
- 2003: не визначалася
- 2004: не визначалася
- 2005: не визначалася
- 2006: Олена Гінько
- 2007: [[|]]
- 2008: [[|]]
- 2009: [[|]]
- 2010: [[|]]
- 2011: не визначалася
- 2012: не визначалася
- 2013: не визначалася
- 2014: не визначалася
- 2015: не визначалася
- 2016: не визначалася
- 2017: не визначалася
- 2018: не визначалася
- 2019: [[|]]
- 2020: [[|]]
- 2021: [[|]]
- 2022: [[|]]
- 2023: [[|]]
- 2024: [[|]]
- 2025: [[|]]

### Ходьба 35 кілометрів(шосе)
- 1992: [[|]]
- 1993: [[|]]
- 1994: [[|]]
- 1995: [[|]]
- 1996: [[|]]
- 1997: [[|]]
- 1998: [[|]]
- 1999: [[|]]
- 2000: [[|]]
- 2001: [[|]]
- 2002: [[|]]
- 2003: [[|]]
- 2004: [[|]]
- 2005: [[|]]
- 2006: [[|]]
- 2007: [[|]]
- 2008: [[|]]
- 2009: [[|]]
- 2010: [[|]]
- 2011: [[|]]
- 2012: [[|]]
- 2013: [[|]]
- 2014: [[|]]
- 2015: [[|]]
- 2016: [[|]]
- 2017: [[|]]
- 2018: [[|]]
- 2019: [[|]]
- 2020: Надія Дорожук
- 2021: не визначалася
- 2022: Надія Дорожук
- 2023: Надія Дорожук
- 2024: Надія Дорожук
- 2025: Анна Висоцька

### Стрибки у висоту
- 1992: Тетяна Шевчик
- 1993: Галина Ісаченко
- 1994: Тетяна Шевчик
- 1995: Тетяна Гулевич
- 1996: Тетяна Храмова
- 1997: Тетяна Храмова
- 1998: Тетяна Гулевич
- 1999: Тетяна Гулевич
- 2000: Тетяна Шевчик
- 2001: Тетяна Гулевич
- 2002: Тетяна Гулевич
- 2003: Ольга Климова
- 2004: Ольга Чупрова
- 2005: Ірина Чуйко
- 2006: Олеся Герасимова
- 2007: Олена Іванова
- 2008: Ольга Чупрова
- 2009: Тетяна Зазнова
- 2010: Марія Шульгіна
- 2011: Валерія Богданович
- 2012: Яна Максимова
- 2013: Валерія Богданович
- 2014: Яна Максимова
- 2015: Анна Городська
- 2016: Яна Максимова
- 2017: Карина Таранда (Демидик)
- 2018: Карина Таранда (Демидик)
- 2019: Карина Демидик
- 2020: Марія Жодик
- 2021: Карина Демидик
- 2022: Карина Демидик
- 2023: Карина Демидик
- 2024: Карина Демидик
- 2025:  Наталія Спиридонова

### Стрибки з жердиною
- 1992: не визначалася
- 1993: не визначалася
- 1994: не визначалася
- 1995: не визначалася
- 1996: не визначалася
- 1997: Галина Ісаченко
- 1998: Галина Ісаченко
- 1999: Юлія Таратинова
- 2000: Юлія Таратинова
- 2001: Світлана Макаревич
- 2002: Юлія Таратинова
- 2003: Катерина Архипова
- 2004: Надія Фіяло
- 2005: Катерина Архипова
- 2006: Юлія Таратинова
- 2007: Юлія Таратинова
- 2008: Юлія Таратинова
- 2009: Жанна Баяндіна
- 2010: Анастасія Шведова
- 2011: Тетяна Шахленкова
- 2012: Анастасія Шведова
- 2013: Ірина Яколцевич (Жук)
- 2014: Аліна Вишневська
- 2015: Ірина Яколцевич (Жук)
- 2016: Ірина Яколцевич (Жук)
- 2017: Ірина Жук
- 2018: Тетяна Шахленкова
- 2019: Ірина Жук
- 2020: Ірина Жук
- 2021: Христина Концевенко
- 2022: Христина Мудрагель
- 2023: Ірина Жук
- 2024: Христина Концевенко
- 2025: Христина Концевенко

### Стрибки в довжину
- 1992: Ольга Рослякова
- 1993: Анжела Атрощенко
- 1994: Лариса Кучинська
- 1995: Лариса Кучинська
- 1996: Наталія Сазанович
- 1997: Олена Лемешевська
- 1998: Лариса Кучинська
- 1999: Лариса Кучинська
- 2000: Наталія Софронова
- 2001: Ірина Чернушенко
- 2002: Ірина Чернушенко
- 2003: Ірина Чернушенко
- 2004: Анжела Жальнерчик
- 2005: Анжела Жальнерчик
- 2006: Наталія Софронова
- 2007: Вероніка Шуткова
- 2008: Ольга Сергеєнко (Сударєва)
- 2009: Вероніка Шуткова
- 2010: Кіра Матицина
- 2011: Ольга Сударєва
- 2012: Анастасія Мирончик-Іванова
- 2013: Ольга Сударєва
- 2014: Ольга Сударєва
- 2015: Анастасія Мирончик-Іванова
- 2016: Вероніка Шуткова
- 2017: Анастасія Метельська
- 2018: Анастасія Мирончик-Іванова
- 2019: Анастасія Мирончик-Іванова
- 2020: Анастасія Мирончик-Іванова
- 2021: Анастасія Мирончик-Іванова
- 2022: Анастасія Мирончик-Іванова
- 2023: Віолетта Скворцова
- 2024: Анастасія Дрозд
- 2025: Юлія Роут

### Потрійний стрибок
- 1992: Олена Стахова
- 1993: Олена Стахова
- 1994: Наталія Климовець (Софронова)
- 1995: Жанна Гуреєва
- 1996: Олена Стахова
- 1997: Жанна Гуреєва
- 1998: Наталія Софронова
- 1999: Жанна Гуреєва
- 2000: Наталія Софронова
- 2001: Наталія Софронова
- 2002: Наталія Софронова
- 2003: Наталія Софронова
- 2004: Олеся Лесун
- 2005: Олеся Лесун
- 2006: Наталія Софронова
- 2007: Наталія Софронова
- 2008: Ксенія Приємко (Децук)
- 2009: Наталія Вяткіна
- 2010: Ксенія Децук
- 2011: Наталія Вяткіна
- 2012: Тетяна Нагорна
- 2013: Наталія Вяткіна
- 2014: Наталія Вяткіна
- 2015: Ксенія Децук
- 2016: Ірина Васьковська
- 2017: Ірина Васьковська
- 2018: Ірина Васьковська
- 2019: Ірина Васьковська
- 2020: Ірина Васьковська
- 2021: Віолетта Скворцова
- 2022: Віолетта Скворцова
- 2023: Віолетта Скворцова
- 2024: Анастасія Дрозд
- 2025: Анастасія Дрозд

### Штовхання ядра
- 1992: Тетяна Хорхульова
- 1993: Наталія Гурська
- 1994: Наталія Гурська
- 1995: Наталія Гурська
- 1996: Тетяна Хорхульова
- 1997: Яніна Корольчик
- 1998: Яніна Корольчик
- 1999: Надія Остапчук
- 2000: Надія Остапчук
- 2001: Наталія Хоронеко (Міхневич)
- 2002: Олена Іваненко
- 2003: Олена Іваненко
- 2004: Наталія Хоронеко (Міхневич)
- 2005: Наталія Хоронеко (Міхневич)
- 2006: Наталія Хоронеко (Міхневич)
- 2007: Яніна Провалинська-Корольчик
- 2008: Наталія Міхневич
- 2009: Альона Дубицька
- 2010: Яніна Провалинська-Корольчик
- 2011: Наталія Міхневич
- 2012: Наталія Міхневич
- 2013: Олена Копець (Абрамчук)
- 2014: Альона Дубицька
- 2015: Альона Дубицька
- 2016: Юлія Леонтюк
- 2017: Юлія Леонтюк
- 2018: Альона Дубицька
- 2019: Альона Дубицька
- 2020: Альона Дубицька
- 2021: Альона Дубицька
- 2022: Альона Дубицька
- 2023: Альона Дубицька
- 2024: Альона Дубицька
- 2025: Альона Дубицька

### Метання диска
- 1992: Людмила Філімонова
- 1993: Елліна Звєрєва
- 1994: Людмила Філімонова
- 1995: Людмила Філімонова
- 1996: Людмила Філімонова
- 1997: Ірина Ятченко
- 1998: Людмила Філімонова
- 1999: Елліна Звєрєва
- 2000: Людмила Старовойтова
- 2001: Людмила Старовойтова
- 2002: Людмила Старовойтова
- 2003: Ірина Ятченко
- 2004: Ірина Ятченко
- 2005: Елліна Звєрєва
- 2006: Елліна Звєрєва
- 2007: Елліна Звєрєва
- 2008: Ірина Ятченко
- 2009: Елліна Звєрєва
- 2010: Елліна Звєрєва
- 2011: Світлана Сєрова
- 2012: Світлана Сєрова
- 2013: Світлана Сєрова
- 2014: Анастасія Каштанова
- 2015: Олена Копець (Абрамчук)
- 2016: Світлана Сєрова
- 2017: Світлана Сєрова
- 2018: Олена Абрамчук
- 2019: Світлана Сєрова
- 2020: Світлана Сєрова
- 2021: Влада Жаворонкова
- 2022: Світлана Сєрова
- 2023: Аліна Нікітенко
- 2024: Аліна Нікітенко
- 2025: Аліна Нікітенко

### Метання молота
- 1992: Світлана Судак
- 1993: Світлана Судак
- 1994: Світлана Судак
- 1995: Світлана Судак
- 1996: Людмила Губкіна
- 1997: Світлана Судак
- 1998: Світлана Судак
- 1999: Світлана Судак
- 2000: Людмила Губкіна
- 2001: Тетяна Громада
- 2002: Ольга Цандер
- 2003: Ольга Цандер
- 2004: Ольга Цандер
- 2005: Ольга Цандер
- 2006: Ольга Цандер
- 2007: Дар'я Пчельник
- 2008: Дар'я Пчельник
- 2009: Марія Смолячкова
- 2010: Ольга Цандер
- 2011: Ольга Цандер
- 2012: Олена Матошко
- 2013: Олена Кречик
- 2014: Олена Новогродська (Соболєва)
- 2015: Олена Соболєва
- 2016: Анна Малищик
- 2017: Анастасія Маслова
- 2018: Анна Малищик
- 2019: Олена Соболєва
- 2020: Олена Соболєва
- 2021: Анна Малищик
- 2022: Олена Соболєва
- 2023: Олена Соболєва
- 2024: Олена Соболєва
- 2025:  Софія Палкіна

### Метання списа
- 1992: ???
- 1993: Тетяна Шиколенко
- 1994: Наталія Єрмолович
- 1995: Аліна Сердюк
- 1996: Аліна Сердюк
- 1997: Аліна Сердюк
- 1998: Оксана Величко
- 1999: Аліна Сердюк
- 2000: Оксана Величко
- 2001: Оксана Величко
- 2002: Галина Кахова
- 2003: Марина Новик
- 2004: Наталія Шимчук
- 2005: Наталія Шимчук
- 2006: Наталія Шимчук
- 2007: Наталія Шимчук
- 2008: Марина Новик
- 2009: Марина Новик
- 2010: Марина Новик
- 2011: Марина Новик
- 2012: Тетяна Холодович
- 2013: Тетяна Холодович
- 2014: Тетяна Холодович
- 2015: Тетяна Холодович
- 2016: Тетяна Холодович
- 2017: Тетяна Корж
- 2018: Тетяна Холодович
- 2019: Тетяна Холодович
- 2020: Тетяна Холодович
- 2021: Тетяна Холодович
- 2022: Тетяна Холодович
- 2023: Тетяна Холодович
- 2024: Тетяна Холодович
- 2025: Юлія Макеєва

### Семиборство
- 1992: Таїсія Добровицька
- 1993: Таїсія Добровицька
- 1994: Анжела Андрукевич
- 1995: Анжела Андрукевич
- 1996: Наталія Сазанович
- 1997: Світлана Бурага
- 1998: Таїсія Добровицька
- 1999: Таїсія Добровицька
- 2000: ???
- 2001: Таїсія Добровицька
- 2002: Ірина Бутор
- 2003: ???
- 2004: Тетяна Алісевич
- 2005: Тетяна Алісевич
- 2006: Тетяна Жевнова
- 2007: Тетяна Алісевич
- 2008: Тетяна Алісевич
- 2009: [[|]]
- 2010: [[|]]
- 2011: [[|]]
- 2012: Катерина Нецвєтаєва
- 2013: Анна Городська
- 2014: Катерина Нецвєтаєва
- 2015: Катерина Нецвєтаєва
- 2016: Катерина Нецвєтаєва
- 2017: Юлія Роут
- 2018: Катерина Нецвєтаєва
- 2019: Юлія Роут
- 2020: Діана Рабкова
- 2021: Яна Максимова
- 2022: Шарлота Паегліте
- 2023: Шарлота Паегліте
- 2024: Катерина Нецвєтаєва
- 2025: Юлія Роут

### Крос
- 1992: ???
- 1993: ???
- 1994: ???
- 1995: ???
- 1996: ???
- 1997: ???
- 1998: ???
- 1999: ???
- 2000: ???
- 2001: ???
- 2002: ???
- 2003: ???
- 2004: ???
- 2005: ???
- 2006: ???
- 2007: ???
- 2008: ???
- 2009: ???
- 2010: ???
- 2011: ???
- 2012: Ірина Ананенко (3000 м), Анастасія Дашкевич (6000 м)
- 2013: Ольга Рулевич (Немогай) (3000 м), Ольга Рєзка (6000 м)
- 2014: ???
- 2015: Ольга Рулевич (Немогай) (3000 м), Катерина Шабан (Корнеєнко) (6000 м)
- 2016: Вікторія Кушнір (3000 м), Ніна Савіна (6000 м)
- 2017: Ілона Іванова (Великанович) (3000 м), Ніна Савіна (6000 м)
- 2018: Ольга Немогай (1500 м), Ніна Савіна (6000 м)
- 2019: Катерина Корнеєнко (1500 м), Ніна Савіна (6000 м)
- 2020: Катерина Корнеєнко (1500 м), Ніна Савіна (6000 м)
- 2021: Ольга Немогай (1500 м), Ніна Савіна (6000 м)
- 2022: Тетяна Шабанова (1500 м), Тетяна Шабанова (6000 м)
- 2023: Тетяна Шабанова (1500 м), Тетяна Шабанова (6000 м)
- 2024: Тетяна Шабанова (1500 м), Ніна Савіна (6000 м)
- 2025:

## Змішані дисципліни

### 4×200 метрів(змішана)
- 1992—2024: не визначались
- 2025: Берестейська обл.
(Єлизавета Третяк, Яніна Рапеко, Нікіта Жигар, Олександр Власюк)

### 4×400 метрів(змішана)
- 1992—2019: не визначались
- 2020:  Білорусь
(Аліна Лучшева, Христина Мулярчик, Ігор Зубко, Олександр Василевський)
- 2021: [[|]]
- 2022: [[|]]
- 2023: Гомельська обл.
(Володимир Жадько, Аліна Лучшева, Денис Близнець, Марк Патей)
- 2024: Гродненська обл.
(Ярослав Заянчковський, Валентина Чимбор, Олександра Хільманович, Ігор Зубко)
- 2025: Гродненська обл.
(Валентина Чимбор, Олександра Хільманович, Ярослав Заянчковський, Ігор Зубко)

### 4×800 метрів(змішана)
- 1992—2023: не визначались
- 2024: Могильовська обл.
(Сергій Карпов, Єгор Рижков, Христина Горбуліна, Анастасія Полуян)
- 2025: не визначались